# DisplayPort
DisplayPort (DP) — це цифровий інтерфейс дисплея, розроблений консорціумом виробників ПК та мікросхем і стандартизований VESA — Асоціацією стандартів відеоелектроніки. Інтерфейс використовується в основному для підключення джерела відео до пристрою відображення, такого як монітор комп'ютера, а також може передавати аудіо, USB та інші форми даних.
DisplayPort був розроблений для заміни VGA, DVI та FPD-Link. Інтерфейс має зворотню сумісність з іншими інтерфейсами, такими як VGA, DVI та HDMI, за використання активних або пасивних адаптерів.

## Терміни та скорочення
@ — скорочення від At, при (наприклад @60Гц — при 60Гц): A/V — скорочення від Audio/Video, Аудіо/Відео.
AR/VR — скорочення від Augmented/Virtual Reality, доповнена/віртуальна реальність.
AUX — скорочення від Auxiliary, допоміжний.
bpc — скорочення від Bits Per Component, біт на компонент.
bpp — скорочення від Bits Per Pixel, біт на піксель.
CVT — скорочення від Coordinated Video Timings (VESA), скоординовані відеотаймінги: DP — DisplayPort (Станларт, інтерфейс).
DP вихід — конектор (частина інтерфейсу) з якого поступає поток даних.
DP вхід — конектор (частина інтерфейсу) в який поступає потік даних.
DP дісплей — абож дісплей DP, Дисплей з DP інтерфейсом. Всі DP дісплеї мають DP вхід, а ланцюгові ще й DP вихід: DP передавач — Комп'ютер, MST хаб, проміжний дисплей, відеокамера, будь який пристрій з DP виходом (синонім DP джерело).
DP приймач — Дисплей (монітор), будь який пристрій з DP входом.
DSC — скорочення від Display Stream Compression, стиснення потоку відображення.
DVI дісплей — абож дісплей DVI, Дисплей з DVI інтерфейсом.
HDMI дісплей — абож дісплей HDMI, Дисплей з HDMI інтерфейсом.
HDR — скорочення від High Dynamic Range, високодинамічний діапазон.
HDR відео — відео з роздільною здатністю не менше 4К, з широким діапазоном частот оновлення, з широкою гамою кольорів.
I/O — скорочення від Input/Output, інтерфейс ввода/вивода.
MST — скорочення від Multi-Stream Transport, багатопотоковий транспорт.
SDR — скорочення від Standard Dynamic Range, стандартний динамічний діапазон.
UHD — скорочення від Ultra High Definition, Роздільна здатність не менше 3840 х 2160 пікселів.
WCG — скорочення від Wide Color Gamut, Широка гамма кольорів.

## Огляд
DisplayPort — це перший інтерфейс дисплея, який спирається на пакетну передачу даних, що широко використовується в таких технологіях, як Ethernet, USB та PCI Express.
Він дозволяє використовувати внутрішні та зовнішні з'єднання дисплея, і на відміну від застарілих стандартів, які передають тактовий сигнал окремо, протокол DisplayPort базований на невеликих пакетах даних, відомих як мікропакети, може вбудовувати тактовий сигнал у потік даних. Це дозволяє отримати високу роздільну здатність за допомогою меншої кількості ліній. Використання пакетів даних також робить DisplayPort розширюваним, тобто додаткові функції можуть бути додані з часом без істотних змін у фізичному інтерфейсі.
DP має два канала передачі даних, основний та допоміжний, кожен з яких має свою шину для зв'язку між пристроями. Шина основного каналу має 4 однонаправлені (від DP передавача до DP приймача) лінії, шина допоміжного каналу має 1 двонаправлену лінію. Кожна з цих ліній, оперує низьковольтним (3,3 В) диференціальним сигналом, і являє собою два скручених у виту пару провідника. DP має також однопроводну шину Hot Plug Detect (HPD). Це однонаправлена (від DP приймача до DP передавача) шина, що оперує звичайним потенціальним сигналом, і слугує для виявлення «гарячого» підключеня та інших функцій. Відео та аудіо передаються по основному каналу «одночасно», хоча кожен з цих компонентів не є обов'язковим і може передаватися без іншого. Колір передається у форматах RGB, Y'CbCr 4:4:4, Y'CbCr 4:2:2 та Y'CbCr 4:2:0, monochrome в залежності від версії DP. Глибина кольору може становити від 18 до 48 біт на піксель, а аудіодоріжка може мати до 32-х каналів, в залежності від версії DP та потреби. Для передачі не стиснутого аудіосигналу використовується ІКМ, з частотою дискретизації від 192 кГц до 1536 кГц (в залежності від версії DP), та розміром виборок 24 біта. Двонаправлений, напівдуплексний допоміжний канал несе дані управління пристроєм та дані керування основним каналом, такі як описані в стандартах VESA — EDID, MCCS, та DPMS. Крім того, інтерфейс здатний нести двонаправлені сигнали USB.
DisplayPort використовує LVDS, який не сумісний з DVI та HDMI. Однак, дворежимний DisplayPorts призначений для роботи з DVI або HDMI за допомогою зовнішнього «пасивного» адаптера. Цей адаптер включає режим сумісності і перетворює 3,3 вольтовий сигнал в 5 вольтовий. Для сумісності з аналоговим VGA/YPbPr та dual-link DVI, необхідний активний адаптер. Активні адаптери VGA живляться безпосередньо від конектора DisplayPort, тоді як активні адаптери dual-link DVI зазвичай покладаються на зовнішнє джерело живлення, наприклад USB.
Забезпечує «гаряче під'єднання та роз'єднання».

## Версії

### DP1.0
Початкова версія стандарту DP, затверджена VESA 3.05.2006 року.
- Має 2 режими передачі даних по основному каналу, RBR, з пропускною здатністю 1,62 Гбіт/с на лінію, та HBR, з пропускною здатністю 2,70 Гбіт/с на лінію.

У режимі RBR пропускна здатність по 4-м лініям складає 6,48 Гбіт/с, що більше ніж у DVI — 4,95 Gbit/s@TMDS Clock — 165 МГц) і достатньо для роботи дисплея з роздільною здатністю мінімум 1080p@50/60 Гц при глибині кольору 24 bpp через кабель довжиною 15 метрів.
У режимі HBR пропускна здатність по 4-м лініям складає 10,8 Гбіт/с (швидкість передачі даних 8,64 Гбіт/с при схемі кодування 8b/10b), що більше ніж у Dual-Link DVI — 9,90 Gbit/s@ TMDS Clock — 165 МГц). Цей режим можливий при довжині кабелю не більше 2-х метрів.
- Підтримує стандартні технічні характеристики колориметрії для пристроїв побутової електроніки, включаючи формати RGB, Y'CbCr 4:4:4, Y'CbCr 4:2:2, що в свою чергу підтримують глибину кольору від 6 до 16 bpc (від 18 до 48 bpp).
- Використовуються простори колірів: ITU-R BT.601 та ITU-R BT.709.
- Має до 8-ми аудіоканалів, використовується лінійна ІКМ, з частотою дискретизації 192 кГц @ 24 бітах/виборку.
- Підтримує DPCP — захіст від копіювання контенту DP, в основі якого лежить 128-бітне AES шифрування.

Використовується версія DPCP 1.0.
- Пропускна здатність по AUX каналу — 2 Мбіт/с (швидкість передачі даних 1 Мбіт/с при кодуванні Manchester II).
- Передбачає передачу тільки одного нестиснутого відеопотоку.

#### DP1.1
Версія 1 ревізія 1 стандарту DP, ратифікована 2.04.2007 року.
- Надає пристроям можливість використовувати альтернативні канали для транспортування даних, такі як оптоволокно, що дозволяє досягати багато більшої відстані між ними, без втрати якості сигналу,[10] хоча альтернативні реалізації не стандартизовані.
- Включає HDCP — захіст від копіювання контенту HDMI, на додаток до DPCP, що дозволяє підключатися до пристроїв Blye-Ray і HD-DVD з доступом до захищеного контенту. Використовується версія HDCP 1.3.
- Введено обов'язкову підтримку DP++ — для адаптерів DVI та HDMI, з пропускною здатністю 4,95 Гбіт/с (TMDS Clock — 165 МГц).
- Підтримує стереоскопічне 3D відео.

#### DP1.1a
Версія 1 ревізія 1a стандарту DP, ратифікована 11.01.2008 року.
- Передбачає сумісність між пристроями з конектором DisplayPort та апаратурою з портами DVI 1.0/HDMI.

DisplayPort 1.1a можна безкоштовно завантажити з вебсайту VESA.

#### DP1.2
Версія 1 ревізія 2 стандарту DP, затверджена VESA 22.12.2009 року.
- Введено новий режим передачі даних HBR2, з пропускною здатністю 5,40 Гбіт/с на лінію.

У цьому режимі пропускна здатність по 4-м лініям основного каналу складає 21,6 Гбіт/с (швидкість передачі даних 17,28 Гбіт/с при схемі кодування 8b/10b), що забезпечує більш високу продуктивність 3D-дисплеїв (стереодисплеїв), більш високу роздільну здатність та частоту оновленя кадрів, а також більшу глибину кольору.
- Введена схема кодування 8b/10b, для передачі даних по AUX каналу.

Пропускна здатність по AUX каналу збільшена з 2 Мбіт/с до 720 Мбіт/с (швидкість передачі даних 576 Мбіт/с).
Також по AUX каналу можлива передача Ethernet, USB 2.0, DPMS та інших типів даних.
- Збільшено пропускну здатність DP++ до 9.00 Гбіт/с (TMDS Clock — 300 МГц).
- Введено багатопотокову транспортну технологію — Multi-Stream Transport (MST).

До введеня MST DisplayPort працював лише з одним нестисненим потоком, і відповідно лише з одним дісплеєм.
MST дозволяє підключення декількох незалежних дисплеїв до одного порта через послідовний ланцюжок пристроїв, або використовуючи багатопоточний транспортний хаб.
Завдяки використанню MST, DP 1.2 підтримує
4 монітора з роздільною здатністю (1920 х 1200) пкс @ 60 Гц, або
2 монітора з роздільною здатністю (2560 х 1600) пкс @ 60 Гц, або
1 монітор з роздільною здатністю (3840 х 2400) пкс @ 60 Гц, або
1 монітор з роздільною здатністю (2560 х 1600) пкс @ 120—165 Гц.
Це дозволяє DP 1.2 працювати з технологіями побудови стерео зображень.
- Додано колірні простори: sRGB, scRGB, xvYCC, Adobe RGB 1998, DCI-P3, Simplified color profile.
- Додано монохромний формат для кольору.
- Введено Global Time Code (GTC) глобальний часовий код для синхронізації аудіо та відео в межах 0,5 мкс.
- Введено підтримку Mini DisplayPort конектора, що був розроблений Apple Inc. для портативних пристроїв.[2][13][14][15][16]
- Повноцінна передача сигналу тепер можлива через кабель довжиною до 3 м.

#### DP1.2а
Версія 1 ревізія 2a стандарту DP, випущена в січні 2013 року.
- Передбачає адаптивну синхронізацію від VESA опціонально, через функцію Adaptive-Sync, для забезпечення динамічної частоти оновлення зображення.[18] Це запобігає розривам зображення на екрані, вирівнюючи прикладне забезпечення комп'ютерів із графічним процесором системи у відповідності з частотою оновлення монітора.

FreeSync від AMD використовує функцію DisplayPort Adaptive-Sync.
Оскільки це опціональна функція, то її підтримка не потрібна для дисплеїв сумісних з DP 1.2a.

#### DP1.3
Версія 1 ревізія 3 стандарту DP, затверджена 15.09.2014 року.
- Введено новий режим передачі даних HBR3, з пропускною здатністю 8,10 Гбіт/с на лінію.

У цьому режимі пропускна здатність по 4-м лініям основного каналу складає 32,4 Гбіт/с (швидкість передачі даних 25,92 Гбіт/с при схемі кодування 8b/10b).
Цієї пропускної здатності достатньо для
4K UHD дисплея (3840×2160)@120 Гц з кольором RGB глибиною 24 bpp, чи
5K дисплея (5120×2880)@60 Гц з кольором RGB глибиною 30 bpp, чи
8K UHD дисплея (7680×4320)@30 Гц з кольором RGB глибиною 24 bpp
- Завдяки підтримці багатопотокового транспорту Multi-Stream Transport (MST) DP 1.3 може керувати

2-ма дисплеями 4K UHD (3840×2160)@60 Гц з кольором RGB глибиною 24 bpp, чи
4-ма WQXGA (2560×1600)@60 Гц з кольором RGB глибиною 24 bpp.
- DP 1.3 може використовуватися як багатофункціональний інтерфейс, підтримуючи монітор по двох лініях, при цьому використовуючи дві інші лінії для передачі альтернативних типів даних, таких як дані SuperSpeed USB, чи інші.
- Додано колірний простір Rec. 2020, який підтримується HDMI 2.0 та набагато ширший за Rec. 709.
- Додано підтримку формату кольору Y'CbCr 4:2:0, який зазвичай використовується на споживчих цифрових телевізійних інтерфейсах, що дозволяє підтримувати 8K x 4K дисплеї.
- Додано підтримку HDMI 2.0 за допомогою CEC (Consumer Electronics Control), що підвищує корисність DisplayPort для телевізійних програм.
- Додано підтримку HDCP 2.2, включаючи 4K відео з захистом від копіювання.
- Збільшено пропускну здатність DP++ до 18.00 Гбіт/с (TMDS Clock — 600 МГц), що дозволяє через адаптер взаємодіяти з HDMI 2.0 та використовувати HDCP 2.2.[20]
- Стандарт з'єднання Thunderbolt 3 спочатку включав можливості DisplayPort 1.3, але остаточний реліз закінчився лише версією 1.2.

Функція адаптивного синхронізації VESA у DisplayPort версії 1.3 залишається необов'язковою частиною специфікації.

#### DP1.4
Версія 1 ревізія 4 стандарту DP, опублікована 01.03.2016 року.
- Не визначено нових режимів передачі, тому HBR3, представлений у версії 1.3, як і раніше залишається найвищим доступним режимом, що визначає максимальну пропускну здатність по основному каналу у 32,4 Гбіт/с для DP 1.4.
- Введено підтримку HDR-відео, DP 1.4 реалізує стандарт CTA 861.3 для транспортування статичних HDR метаданих в EDID.[21]

Запропоновано гнучку передачу пакетів метаданих для підтримки майбутніх динамічних стандартів HDR, включаючи статичні та динамічні метадані.
HDR meta transport — використовує передачу «вторинних пакетів даних» (secondary data packet), відповідно до стандарту CTA-861.3, який серед іншого, корисний для перетворення протоколу DP 1.4 в HDMI 2.0a.
- Введено Display Stream Compression (DSC) — стиснення потоку відображення.

Використання DSC 1.2 із коефіцієнтом стиснення 3:1 при швидкості передачі HBR3 дозволяє виводити відеосигнал з роздільною здатністю:
8К (7680×4320)@60 Гц з кольором RGB глибиною 30 bpp, що забезпечує якість HDR.
4K (3840×2160)@120 Гц з кольором RGB глибиною 30 bpp, що забезпечує якість HDR.
4K@60 Гц з кольором RGB глибиною 30 bpp, що забезпечує якість HDR, можна досягти без DSC.
Для дисплеїв, що не підтримують DSC, максимальні межі не відрізняються від DP1.3 (4К@120 Гц, 5К@60 Гц, 8К@30 Гц).
Для підвищення стійкості до помилок, які виникають в процесі передачі стиснених даних, використовується FEC (Forward Error Correction) — попередня корекція помилок.
- Розширює кількість аудіоканалів до 32 з частотою дискретизації 1536 кГц @ 24 бітах/виборку, включаючи всі відомі аудіо формати.[24]

#### DP1.4a
Версія 1 ревізія 4a стандарту DP, опублікована у квітні 2018 року. VESA не опублікувала офіційного прес-релізу.
- Введено DSC 1.2а замість DSC 1.2.[26]

### DP2.0
Версія 2 стандарту DP, оголошена VESA 26 червня 2019 року.
- Введено більш ефективну схему кодування 128b/132b та 3 нових режими передачі даних:

HBR10, з пропускною здатністю 10,0 Гбіт/с на лінію,
HBR13.5, з пропускною здатністю 13,5 Гбіт/с на лінію,
HBR20, з пропускною здатністю 20,0 Гбіт/с на лінію.
У режимі HBR20 пропускна здатність по 4-м лініям основного каналу складає 80,0 Гбіт/с (швидкість передачі даних 77,37 Гбіт/с при схемі кодування 128b/132b та FEC, що більше майже в 3 рази порівняно з DP 1.4a (25.92 Гбіт/с)).
Таким чином, DP 2.0 став першим стандартом, що підтримує роздільну здатність 8K (7680 x 4320) @ 60 Гц з форматом кольору Y'CbCr 4:4:4 та глибиною кольору 30 bpp для підтримки HDR10.
Нові швидкості передачі даних DP 2.0 забезпечуються протоколом відображення потокових даних, загальним як для однопотокового транспорту, так і для багатопотокового, що полегшує керування декількома дисплеями або через док-станцію, або через ланцюжок дисплеїв.
- Понад 8K роздільної здатності та більш високі частоти оновлення кадрів.
- Підтримка HDR, при більш високій роздільній здатності.
- Покращений досвід роботи з AR/VR (доповненої/віртуальної реальності) екранами.

Підтримка 4K і більше роздільної здатності для VR, з частотою оновлення 120 Гц.
- Забезпечує підтримку попередніх версій DP і включає в себе всі ключові функції DP 1.4a, в тому числі DSC, FEC, транспортування метаданих HDR та інші розширені функції.
- Підвищена пропускна здатність відеозображення DP 2.0, переданого через роз'єм USB-C, забезпечує одночасну високошвидкісну передачу даних USB без шкоди для продуктивності дисплея.
- Використовує рівень фізичного інтерфейсу Thunderbolt ™ 3 (PHY), зберігаючи гнучкість протоколу DP, щоб збільшити пропускну здатність даних та сприяти зближенню між провідними стандартами I/O.
- Покращена підтримка конфігурації декількох дисплеїв: DP 2.0 через рідний роз'єм DP або через USB-C в режимі Alt DisplayPort забезпечує різноманітні високоефективні конфігурації:

Роздільна здатність для одного дисплея.
16K (15360 × 8640) @ 60 Гц з кольором RGB/Y'CbCr 4:4:4 та 10 bpc (30 bpp) (з DSC), HDR
10K (10240 × 4320) @ 60 Гц з кольором RGB/Y'CbCr 4:4:4 та 8 bpc (24 bpp) (без DSC), SDR
Роздільна здатність для 2-х дисплеїв.
8K (7680 × 4320) @ 120 Гц з кольором RGB/Y'CbCr 4:4:4 та 10 bpc (30 bpp) (з DSC), HDR
4K (3840 × 2160) @ 144 Гц з кольором RGB/Y'CbCr 4:4:4 та 8 bpc (24 bpp) (без DSC), SDR
Роздільна здатність для 3-х дисплeїв.
10K (10240 × 4320) @ 60 Гц з кольором RGB/Y'CbCr 4:4:4 та 10 bpc (30 bpp) (з DSC), HDR
4K (3840 × 2160) @ 90 Гц з кольором RGB/Y'CbCr 4:4:4 та 10 bpc (30 bpp) (без DSC), HDR: Якщо використовуються лише дві лінії на роз'ємі USB-C в режимі DP Alt Mode для забезпечення SuperSpeed USB даних та відео одночасно, DP 2.0 може включати такі конфігурації, як:
Три дисплеї 4K (3840 × 2160) @ 144 Гц з кольором RGB/Y'CbCr 4:4:4 та 10 bpc (30 bpp) (з DSC), HDR.
Два дисплеї 4K × 4K (4096 × 4096) (для гарнітури AR/VR) @ 120 Гц з кольором RGB/Y'CbCr 4:4:4 та 10 bpc (30 bpp) (з DSC), HDR
Три QHD (2560 × 1440) @ 120 Гц з кольором RGB/Y'CbCr 4:4:4 та 8 bpc (24 bpp) (без DSC), SDR
Один 8K (7680 × 4320) @ 30 Гц з кольором RGB/Y'CbCr 4:4:4 та 10 bpc (30 bpp) (без DSC), HDR
DisplayPort 2.0 через USB4, підтримує конфігурації:
8K (7680 × 4320) @ 60 Гц з кольором RGB/Y'CbCr 4:4:4 та 10 bpc (30 bpp) (без DSC), HDR
16K (15360 × 8640) @ 60 Гц з кольором RGB/Y'CbCr 4:4:4 та 10 bpc (30 bpp) (з DSC), HDR: Перші продукти, з підтримкою DP 2.0, можна очікувати наприкінці 2020 року.

## Специфікації

### Головні специфікації
|                                          | Версія DisplayPort    | Версія DisplayPort | Версія DisplayPort | Версія DisplayPort                  | Версія DisplayPort |
| 1.0–1.1a                                 | 1.2–1.2a              | 1.3                | 1.4–1.4a           | 2.0                                 |                    |
| ---------------------------------------- | --------------------- | ------------------ | ------------------ | ----------------------------------- | ------------------ |
| Основний канал                           |                       |                    |                    |                                     |                    |
| Режими передачі:                         |                       |                    |                    |                                     |                    |
| RBR (1.62 Гбіт/с на лінію)               | Так(§1.6.1)           | Так                | Так                | Так                                 | Так                |
| HBR (2.70 Гбіт/с на лінію)               | Так(§1.6.1)           | Так                | Так                | Так                                 | Так                |
| HBR2 (5.40 Гбіт/с на лінію)              | Ні                    | Так(§2.1.1)        | Так                | Так                                 | Так                |
| HBR3 (8.10 Гбіт/с на лінію)              | Ні                    | Ні                 | Так                | Так                                 | Так                |
| UHBR10 (10.0 Гбіт/с на лінію)            | Ні                    | Ні                 | Ні                 | Ні                                  | Так                |
| UHBR13.5 (13.5 Гбіт/с на лінію)          | Ні                    | Ні                 | Ні                 | Ні                                  | Так                |
| UHBR20 (20.0 Гбіт/с на лінію)            | Ні                    | Ні                 | Ні                 | Ні                                  | Так                |
| Число ліній                              | 4(§1.7.1)             | 4                  | 4                  | 4                                   | 4                  |
| Загальна пропускна здатність (Гбіт/с)    | 10.80                 | 21.60              | 32.40              | 32.40                               | 80.00              |
| Загальна швидкість передачі (Гбіт/с)     | 8.64                  | 17.28              | 25.92              | 25.92                               | 77.37              |
| Схема кодування                          | 8b/10b(§1.7.1)        | 8b/10b             | 8b/10b             | 8b/10b                              | 128b/132b          |
| Стиснення (необов'язково)                | -                     | -                  | -                  | DSC 1.2 (DP 1.4) DSC 1.2a (DP 1.4a) | DSC 1.2a           |
| Допоміжний канал                         |                       |                    |                    |                                     |                    |
| Максимальна пропускна здатність (Мбіт/с) | 2(Fig. 3-3)           | 720(§3.4)          | 720                | 720                                 | ?                  |
| Максимальна швидкість передачі (Мбіт/с)  | 1(§3.4)               | 576(§3.4)          | 576                | 576                                 | ?                  |
| Схема кодування                          | Manchester II(§1.7.2) | 8b/10b(§3.4)       | 8b/10b             | 8b/10b                              | ?                  |
| Формат кольору                           |                       |                    |                    |                                     |                    |
| RGB                                      | Так(§1.6.1)           | Так                | Так                | Так                                 | Так                |
| Y'CbCr 4:4:4                             | Так(§1.6.1)           | Так                | Так                | Так                                 | Так                |
| Y'CbCr 4:2:2                             | Так(§1.6.1)           | Так                | Так                | Так                                 | Так                |
| Y'CbCr 4:2:0                             | Ні                    | Ні                 | Так                | Так                                 | Так                |
| Тільки Y (монохром)                      | Ні                    | Так(§2.2.4.3)      | Так                | Так                                 | Так                |
| Глибина кольору                          |                       |                    |                    |                                     |                    |
| 06 bpc (18 bit/px)                       | Так(§1.6.1)           | Так                | Так                | Так                                 | Так                |
| 08 bpc (24 bit/px)                       | Так(§1.6.1)           | Так                | Так                | Так                                 | Так                |
| 10 bpc (30 bit/px)                       | Так(§1.6.1)           | Так                | Так                | Так                                 | Так                |
| 12 bpc (36 bit/px)                       | Так(§1.6.1)           | Так                | Так                | Так                                 | Так                |
| 16 bpc (48 bit/px)                       | Так(§1.6.1)           | Так                | Так                | Так                                 | Так                |
| Простір кольорів                         |                       |                    |                    |                                     |                    |
| ITU-R BT.601                             | Так(§2.2.4)           | Так                | Так                | Так                                 | Так                |
| ITU-R BT.709                             | Так(§2.2.4)           | Так                | Так                | Так                                 | Так                |
| sRGB                                     | Ні                    | Так(§2.2.4.3)      | Так                | Так                                 | Так                |
| scRGB                                    | Ні                    | Так(§2.2.4.3)      | Так                | Так                                 | Так                |
| xvYCC                                    | Ні                    | Так(§2.2.4.3)      | Так                | Так                                 | Так                |
| Adobe RGB (1998)                         | Ні                    | Так(§2.2.4.3)      | Так                | Так                                 | Так                |
| DCI-P3                                   | Ні                    | Так(§2.2.4.3)      | Так                | Так                                 | Так                |
| Спрощений кольоровий профіль             | Ні                    | Так(§2.2.4.3)      | Так                | Так                                 | Так                |
| ITU-R BT.2020                            | Ні                    | Ні                 | Так(p4)            | Так                                 | Так                |
| Аудіо специфікації                       |                       |                    |                    |                                     |                    |
| Максимальна частота виборок (кГц)        | 192(§1.2.5)           | 768(§2.2.5.3)      | 768                | 1536                                | ?                  |
| Максимальний розмір вибірки (біт)        | 24(§1.2.5)            | 24                 | 24                 | 24                                  | ?                  |
| Максимум аудіо каналів                   | 8(§1.2.5)             | 8                  | 8                  | 32                                  | ?                  |
|                                          | 1.0–1.1a              | 1.2–1.2a           | 1.3                | 1.4–1.4a                            | 2.0                |
| Версія DisplayPort                       |                       |                    |                    |                                     |                    |

1. ↑  Загальна пропускна здатність (кількість двійкових цифр, переданих за секунду) дорівнює пропускній здатності на лінію найвищого підтримуваного режиму передачі, помноженій на кількість ліній.
2. ↑  Хоча загальна пропускна здатність представляє кількість фізичних бітів, переданих через інтерфейс, не всі біти представляють відеодані. Деякі з переданих бітів використовуються для цілей кодування, тому швидкість, з якою відеодані можуть передаватися через інтерфейс DisplayPort, становить лише частину загальної пропускної здатності.
3. ↑  Схема кодування 8b/10b передбачає пакети довжиною 10 біт, з яких 8 біт відведено під дані, тому для пропускання даних доступно лише 80% смуги пропускання. 
Схема кодування 128b/132b передбачає пакети довжиною 132 біт, з яких 128 біт відведено під дані, тому для пропускання даних доступно 96,96% смуги пропускання. 
Додаткові біти використовуються для врівноваження постійного струму (забезпечуючи приблизно рівну кількість нулів та одиничок). Вони споживають пропускну здатність, але не представляють жодних даних.
4. ↑  У DisplayPort 1.0–1.1a зображення RGB просто надсилаються без будь-якої конкретної інформації про колориметрію.

#### Основний канал
Основний канал DP використовується для передачі відео та аудіо. Він складається з ряду односпрямованих ліній (від джерела сигналу до приймача), які працюють одночасно. Стандартне з'єднання DP має 4 лінії основного каналу, хоча деякі програми DP реалізують більше, наприклад інтерфейс Thunderbolt 3, який реалізує до 8 ліній DisplayPort.(p4)
Кожна лінія, являє собою скручену пару проводів, для передачі диференціального сигналу. Це самосинхронізуючася система, тому спеціальної лінії тактового сигналу не потрібно.§1.7.1 На відміну від DVI та HDMI, які змінюють швидкість передачі на точну швидкість, необхідну для конкретного відеоформату, DisplayPort працює лише з кількома конкретними швидкостями; будь-які надлишки бітів у передачі заповнюються «символами начинки».§2.2.1.4
У версіях DP 1.0–1.4a, дані, перед передачею, кодуються за допомогою ANSI 8b/10b. За цією схемою лише 8 з кожних 10-ти переданих бітів представляють дані, додаткові біти використовуються для врівноваження постійного струму (забезпечуючи приблизно рівну кількість нулів та одиничок). В результаті, швидкість, з якою передаються дані, становить лише 80 % фізичного бітрейта. Швидкість передачі також іноді виражається через «Швидкість передачі символів зв'язку», яка є швидкістю, з якою передаються ці кодовані по схемі 8b/10b символи (тобто швидкість, з якою передаються групи з 10-ти біт, 8 з яких представляють дані). У версіях DP 1.0–1.4a визначені наступні режими передачі:
- RBR (зменшений бітрейт): пропускна здатність 1,62 Гбіт/с на лінію (частота передачі символів 162 МГц), введено в DP 1.0
- HBR (високий бітрейт): пропускна здатність 2,70 Гбіт/с на лінію (частота передачі символів 270 МГц), введено в DP 1.0
- HBR2 (високий бітрейт 2): пропускна здатність 5,40 Гбіт/с на лінію (частота передачі символів 540 МГц), введено в DP 1.2
- HBR3 (високий бітрейт 3): пропускна здатність 8,10 Гбіт/с на лінію (частота передачі символів 810 МГц), введено в DP 1.3

DP 2.0 використовує кодування 128b/132b (кожна група з 132 переданих бітів представляє 128 біт даних), і має ефективність 96,96 %. Оскількі, Forward Error Correction (FEC) — попередне виправлення помилок, що також використоаується у цій версії, споживає невелику кількість пропускної здатності зв'язку, загальна ефективність становить ≈96,7 %. У DP 2.0 додаються наступні режими передачі:
- UHBR10 (надвисокий бітрейт 10): пропускна здатність 10,0 Гбіт/с на лінію
- UHBR13.5 (надвисокий бітрейт 13,5): пропускна здатність 13,5 Гбіт/с на лінію
- UHBR20 (надвисокий бітрейт 20): пропускна здатність 20,0 Гбіт/с на лінію

Загальна пропускна здатність стандартного основного каналу по 4-м лініям складає:
- RBR: 4 × 1,62 Гбіт/с = 6,48 Гбіт/с (швидкість передачі даних 5,184 Гбіт/с (648 МБ/с) при кодуванні 8b/10b)
- HBR: 4 × 2,70 Гбіт/с = 10,80 Гбіт/с (швидкість передачі даних 8,64 Гбіт/с (1,08 ГБ/с))
- HBR2: 4 × 5,40 Гбіт/с = 21,60 Гбіт/с (швидкість передачі даних 17,28 Гбіт/с (2,16 ГБ/с))
- HBR3: 4 × 8,10 Гбіт/с = 32,40 Гбіт/с (швидкість передачі даних 25,92 Гбіт/с (3,24 ГБ/с))
- UHBR10: 4 × 10,0 Гбіт/с = 40,00 Гбіт/с (швидкість передачі даних 38,69 Гбіт/с (4,84 ГБ/с) при кодуванні 128b/132b та FEC)
- UHBR13.5: 4 × 13,5 Гбіт/с = 54,00 Гбіт/с (швидкість передачі даних 52,22 Гбіт/с (6,52 ГБ/с))
- UHBR20: 4 × 20,0 Гбіт/с = 80,00 Гбіт/с (швидкість передачі даних 77,37 Гбіт/с (9,69 ГБ/с))

Режим передачі, який використовується основним каналом DP, узгоджується джерелом та приймачем, коли відбувається з'єднання, через процес, який називається Link Training. Цей процес визначає максимально можливу швидкість з'єднання. Якщо якість кабелю DP недостатня для надійної передачі, DP виявить це і перейде у нижчий режим для підтримання стабільного з'єднання.)§2.2.1 Процес може бути повторено, канал опитується в будь-який час, якщо виявлена втрата синхронізації.§1.7.3
Аудіодані передаються через основний канал під час інтервалів гасіння (короткі паузи між кожним рядком та кадром відеоданих).§2.2.5.3

#### Допоміжний канал
Канал DisplayPort AUX — це напівдуплексний двонаправлений канал даних, який використовується для різних додаткових даних поза відео та аудіо (такі як команди I2C або CEC)§2.4 на розсуд виробника пристрою. Він має лише одну лінію, аналогічну до лінії основного каналу. DP 1.0 вказав кодування Манчестера зі швидкістю сигналу 2 Мбайт (швидкість передачі даних 1 Мбіт/с).§3.4 DP 1.2 ввів другий режим передачі під назвою FAUX (Fast AUX), який працює на 720 Мбод з 8b/10b кодуванням (швидкість передачі даних 576 Мбіт/с). Це може використовуватися для реалізації додаткових транспортних протоколів, таких як USB 2.0 (480 Мбіт/с) без додаткового кабелю.

## Кабелі та конектори

### Кабелі

#### Сумісність та підтримка
Усі кабелі DisplayPort сумісні з усіма пристроями DisplayPort, незалежно від версії кожного пристрою або рівня сертифікації кабелю.
Усі функції DisplayPort працюватимуть на будь-якому кабелі DisplayPort. DisplayPort не має декількох конструкцій кабелів; всі кабелі DP мають однакову основну компоновку та проводку, і вони підтримуватимуть будь-яку функцію, включаючи звук, ланцюжок пристроїв, G-Sync/FreeSync, HDR та DSC.
Кабелі DisplayPort відрізняються підтримкою швидкості передачі. DisplayPort визначає ряд режимів передачі даних, які підтримують прогресивно більшу пропускну здатність. Не всі кабелі DisplayPort здатні працювати у всіх режимах передачі. VESA пропонує сертифікати для кожного рівня пропускної здатності. Ці сертифікати необов'язкові, і не всі кабелі DisplayPort сертифіковані VESA.
Кабелі з обмеженою швидкістю передачі все ще сумісні з усіма пристроями DisplayPort, проте можуть встановлювати обмеження на максимальну роздільну здатність або швидкість оновлення.
Кабелі DisplayPort не класифікуються за «версією». Хоча кабелі зазвичай позначені номерами версій, наприклад, на кабелях HBR2, рекламованих як «DisplayPort 1.2 cable», VESA це позначення заборонено. Використання номерів версій з кабелями можуть означати, що для дисплея DisplayPort 1.4 потрібен «DisplayPort 1.4 cable», або що функції, введені в DP 1.4, такі як HDR або DSC, не будуть функціонувати зі старим «DP 1.2 cable», хоча насправді жодне з цих тверджень не відповідає дійсності. Кабелі DisplayPort класифікуються лише за рівнем сертифікації пропускної здатності, якщо вони взагалі сертифіковані.

#### Пропускна здатність кабелю та сертифікати
Не всі кабелі DisplayPort здатні функціонувати на найвищих рівнях пропускної здатності. Кабелі можуть бути подані до VESA для додаткової сертифікації на різних рівнях пропускної здатності. VESA пропонує три рівні кабельної сертифікації: RBR, Standard та DP8K. Вони сертифікують кабелі DisplayPort для правильної роботи з наступними швидкостями:
| Режим передачі                  | Частота передачі | Версія DP Введено в | Мінімальний кабель Необхідна сертифікація |
| ------------------------------- | ---------------- | ------------------- | ----------------------------------------- |
| RBR (Reduced Bit Rate)          | 6,48 Гбіт/с      | 1.0                 | RBR DisplayPort Cable                     |
| HBR (High Bit Rate)             | 10,80 Гбіт/с     | 1.0                 | Standard DisplayPort Cable                |
| HBR2 (High Bit Rate 2)          | 21,60 Гбіт/с     | 1.2                 | Standard DisplayPort Cable                |
| HBR3 (High Bit Rate 3)          | 32,40 Гбіт/с     | 1.3                 | DP8K DisplayPort Cable                    |
| UHBR10 (Ultra High Bit Rate 10) | 40,00 Гбіт/с     | 2.0                 | DP8K DisplayPort Cable                    |

У квітні 2013 року VESA опублікувала статтю, в якій зазначається, що сертифікація кабелю DisplayPort не має чітких рівнів для пропускної здатності HBR та HBR2, і що будь-який сертифікований стандартний кабель DisplayPort — у тому числі сертифікований під DisplayPort 1.1 — зможе обробляти пропускну здатність 21,6 Гбіт/с HBR2, яка була представлена стандартом DisplayPort 1.2. Стандарт DisplayPort 1.2 визначає лише єдину специфікацію кабельних збірок високої швидкості передачі, яка використовується як для швидкості HBR, так і для HBR2, хоча процес сертифікації DP кабелю регулюється Compliance Test Standard (CTS) — стандартом тесту на відповідність DisplayPort PHY, а не самим стандартом DisplayPort.:(§5.7.1, §4.1)
Сертифікація DP8K була оголошена VESA в січні 2018 року і засвідчує кабелі для належної роботи зі швидкістю HBR3 (8,1 Гбіт/с на лінію, 32,4 Гбіт/с загалом).
У червні 2019 року, випустивши DisplayPort 2.0, VESA оголосила, що сертифікація DP8K також є достатньою для нового режиму передачі UHBR10. Не було оголошено про нові сертифікати для режимів UHBR 13.5 та UHBR 20. VESA заохочує використовувати з дисплеями, кабелі відповідні цим швидкостям, а не випускати на ринок незалежні кабелі.
Слід також зазначити, що стиснення потоку відображення (DSC), запроваджене в DP 1.4, значно зменшує вимоги до пропускної здатності кабелю. Формати, які зазвичай виходять за межі DP 1.4, наприклад 4K (3840 х 2160) при 144 Гц 8 bpc RGB/Y'CbCr 4:4:4 (швидкість передачі нестиснених даних 31,4 Гбіт/с), може бути реалізована лише за допомогою DSC. Це дозволяє зменшити вимоги до фізичної пропускної здатності у 2–3 рази, розмістивши її в межах можливостей кабелю, що оцінюється за HBR2.
Це пояснює, чому кабелі DisplayPort не класифікуються за «версією»; хоча DSC був представлений у версії 1.4, це не означає, що для його функціонування потрібен так званий «кабель DP 1.4» (кабель з рейтингом HBR3). Кабелі HBR3 потрібні лише для програм, що перевищують смугу пропускання рівня HBR2, а не просто будь-якого додатка, що включає DP 1.4. Якщо DSC використовується для зменшення вимог пропускної здатності до рівнів HBR2, то кабелю з номінальним HBR2 буде достатньо.

#### Довжина кабелю
Стандарт DisplayPort не визначає жодної максимальної довжини для кабелів, хоча стандарт DP 1.2 встановлює мінімальну вимогу, щоб усі кабелі довжиною до 2 метрів підтримували швидкість HBR2 (21,6 Гбіт/с), а також усі кабелі будь-якої довжини повинні підтримувати швидкість RBR (6,48 Гбіт/с).:(§5.7.1, §4.1) Кабелі довжиною більше 2 метрів можуть підтримувати або не підтримувати швидкості HBR/HBR2, а кабелі будь-якої довжини можуть підтримувати або не підтримувати швидкість HBR3.

### Конектори та конфігурація контактів
Кабелі та порти DisplayPort можуть мати або конектори «повного розміру», або «міні». Ці конектори відрізняються лише фізичною формою та розмірами — можливості DisplayPort однакові, незалежно від того, який роз'єм використовується. Використання конекторів Mini DisplayPort не впливає на продуктивність або підтримку їх функцій.

#### Повнорозмірний конектор DisplayPort
Стандартний конектор DisplayPort (зараз його називають «повнорозмірним» конектором, щоб відрізнити його від міні-конектора)§ 4.1.1 був конектором єдиного типу, введеного в DP 1.0. Це 20-контактний одноорієнтовний конектор із замком тертя та додатковою механічною клямкою.
Стандартний конектор DisplayPort має розміри 16,10 мм (ширина) 4,76 мм (висота) 8,88 мм (глибина).:(§4.2.1.7, p201)
Стандартний конектор DisplayPort має такий розподіл контактів::§4.2.1
- 12 контактів для основного каналу — основний канал складається з чотирьох екранованих витих пар. Кожна пара потребує 3-х контактів; по одному для кожного з двох проводів, а третій для екрана.
- 3 контакта для допоміжного каналу — допоміжний канал використовує іншу 3-контактну екрановану кручену пару (контакти 15–17)
- 1 контакт для HPD — контакт для виявлення «гарячого підключення» (контакт 18)
- 2 контакта для живлення — 3,3 В напруга та зворотня лінія (контакти 19 та 20)
- 2 додаткових контакти для заземлення — (контакти 13 та 14)

#### Mini DisplayPort конектор

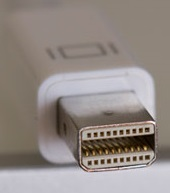
Mini DisplayPort plug

Конектор Mini DisplayPort був розроблений компанією [Apple Inc. | Apple] для використання в їхніх комп'ютерних продуктах. Про його використання в нових MacBook Pro, MacBook Air та Cinema Display вперше було оголошено у жовтні 2008 року. У 2009 році VESA адаптувала його як офіційний стандарт, а в 2010 році специфікацію було включено в основний стандарт DisplayPort з випуском DP 1.2. Apple вільно ліцензує специфікацію VESA.
Конектор Mini DisplayPort (mDP) — це 20-контактний одноорієнтовний конектор із замком тертя. На відміну від повнорозмірного конектора, він не має механічної клямки. Гніздо mDP має розміри 7,50 мм (ширина) 4,60 мм (висота) 4,99 мм (глибина).:(§2.1.3.6, pp27–31) Призначення контактів mDP такі ж, як і у повнорозмірного конектора DisplayPort.:§2.1.3

#### DP_PWR контакт
Контакт 20 на конекторі DisplayPort, який називається DP_PWR, забезпечує напругу 3,3 В (± 10 %) та постійний струм до 500 мА (мінімальна потужність 1,5 Вт).:§3.2 Цю потужність можна отримати від всіх DP пристроїв, як від DP передавачів, так і від DP приймачів. DP_PWR призначений для забезпечення живленням адаптерів, посилених кабелів та подібних пристроїв, так що окремий силовий кабель не потрібен.
Стандартні кабельні з'єднання DisplayPort не використовують контакт DP_PWR. Підключення контактів DP_PWR двох пристроїв безпосередньо разом через кабель може створити коротке замикання, яке може потенційно пошкодити пристрої, оскільки контакти DP_PWR на двох пристроях навряд чи матимуть однакову напругу (особливо з допуском ± 10 %). З цієї причини DP 1.1 та пізніші версії визначають, що пасивні кабелі повинні залишати контакт 20 без з'єднання.§ 3.2.2
Однак у 2013 році VESA оголосила, що після дослідження повідомлень про несправності пристроїв DisplayPort виявила, що велика кількість несертифікованих виробників виготовляють свої DisplayPort кабелі із підключеними контактами DP_PWR:
  Останнім часом VESA зазнала чимало скарг на клопітку операцію DisplayPort, яка в результаті була спричинена неправильно виконаними кабелями DisplayPort. Ці "погані" кабелі DisplayPort, як правило, обмежені кабелями, сертифікованими без дисплея, або нестандартними кабелями. Для подальшого дослідження цієї тенденції на ринку кабельних мереж DisplayPort, VESA придбала низку несертифікованих, не фірмових кабелів і виявила, що тривожно висока кількість цих систем була налаштована неправильно і, ймовірно, не підтримуватиме всі конфігурації системи. Жоден із цих кабелів не пройшов би тест на сертифікацію DisplayPort, крім того, деякі з цих кабелів можуть пошкодити ПК, ноутбук чи монітор .

Положення про те, що провід DP_PWR не опускається зі стандартних кабелів DisplayPort, у DP 1.0 не було. Однак пристрої DP (та кабелі) почали з'являтися на ринку до 2008 року, довго після того, як DP 1.0 була замінена на DP 1.1. DP 1.0 ніколи не застосовувався в комерційних продуктах.

## Властивості
|                                               | Версія DisplayPort | Версія DisplayPort    | Версія DisplayPort    | Версія DisplayPort     | Версія DisplayPort     | Версія DisplayPort     |
| 1.0                                           | 1.1–1.1a           | 1.2–1.2a              | 1.3                   | 1.4                    | 2.0                    |                        |
| --------------------------------------------- | ------------------ | --------------------- | --------------------- | ---------------------- | ---------------------- | ---------------------- |
| Гаряче підключення                            | Так                | Так                   | Так                   | Так                    | Так                    | Так                    |
| Вбудований звук                               | Так                | Так                   | Так                   | Так                    | Так                    | Так                    |
| Захіст контенту DisplayPort (DPCP)            | DPCP 1.0(§1.2.6)   | DPCP 1.0              | DPCP 1.0              | DPCP 1.0               | DPCP 1.0               | DPCP 1.0               |
| Захіст контенту High-bandwidth digital (HDCP) | Ні                 | HDCP 1.3(§1.2.6)      | HDCP 1.3(§1.2.6)      | HDCP 2.2               | HDCP 2.2               | HDCP 2.2               |
| Дворежимний (DP++)                            | Ні                 | Так                   | Так                   | Так                    | Так                    | Так                    |
| Смуга пропускання DP++ (TMDS Clock)           | Н/Д                | 4.95 Гбіт/с (165 МГц) | 9.00 Гбіт/с (300 МГц) | 18.00 Гбіт/с (600 МГц) | 18.00 Гбіт/с (600 МГц) | 18.00 Гбіт/с (600 МГц) |
| Стереоскопічне 3D відео                       | Ні                 | Так                   | Так                   | Так                    | Так                    | Так                    |
| Багатопоточний транспорт (MST)                | Ні                 | Ні                    | Так                   | Так                    | Так                    | Так                    |
| Відео високодинамічного діапазону (HDR)       | Ні                 | Ні                    | Ні                    | Ні                     | Так                    | Так                    |
| Стиснення потоку відображення (DSC)           | Ні                 | Ні                    | Ні                    | Ні                     | DSC 1.2                | DSC 1.2a               |
| Панельне відтворення                          | Ні                 | Ні                    | Ні                    | Ні                     | Ні                     | Так                    |

| DisplayPort        | DVI/HDMI              |
| ------------------ | --------------------- |
| Осн. канал лінія 0 | TMDS канал 2          |
| Осн. канал лінія 1 | TMDS канал 1          |
| Осн. канал лінія 2 | TMDS канал 0          |
| Осн. канал лінія 3 | TMDS тактування       |
| Доп. канал +       | DDC тактування        |
| Доп. канал −       | DDC дані              |
| DP живлення        | DP_PWR                |
| Hot-plug detect    | Вияв гар. підключення |
| Конфігурація 1     | Вияв кабель-адаптера  |
| Конфігурація 2     | CEC (тільки HDMI)     |

### Дворежимний DP (DP++)

Логотип дворежимного порта

Дворежимний DisplayPort, абож DisplayPort подвійного режиму (DisplayPort Dual-Mode) — це стандарт, який дозволяє джерелам DisplayPort використовувати прості пасивні адаптери для підключення до дисплеїв HDMI або DVI. Подвійний режим — необов'язкова функція, тому не всі джерела DisplayPort обов'язково підтримують пасивні адаптери DVI/HDMI, хоча на практиці це майже всі пристрої. Офіційно логотип «DP ++» повинен використовуватися для позначення порту DP, який підтримує подвійний режим, але більшість сучасних пристроїв не використовують цей логотип.
Пристрої, що реалізують подвійний режим, виявляючи, що підключений DVI або HDMI адаптер, надсилають DVI/HDMI TMDS сигнали замість сигналів DisplayPort. Оригінальний стандарт дворежимного DisplayPort (версія 1.0), що використовується на пристроях DP 1.1, підтримує лише тактову частоту TMDS до 165 МГц (пропускна здатність 4,95 Гбіт/). Це еквівалентно HDMI 1.2, і вистачає для дисплеїв до 1920х1200 при 60 Гц.
У 2013 році VESA випустила стандарт Dual-Mode 1.1, який додав підтримку TMDS до 300 МГц (пропускна здатність 9.00 Гбіт/с) і використовується в новіших DP 1.2 пристроях. Це трохи менше, ніж 340 МГц максимум HDMI 1.4, і достатньо для дисплеїв 1920х1080 при 120 Гц, 2560х1440 при 60 Гц, або 3840х2160 при 30 Гц. Старі адаптери, з TMDS 165 МГц, були заднім числом названі адаптерами «Тип 1», при цьому нові 300 МГц адаптери отримали назву «Тип 2»
З випуском DP 1.3 VESA додав підтримку подвійного режиму з TMDS до 600   МГц (пропускна здатність 18.00 Гбіт/с), що відповідає повній пропускні здатності HDMI 2.0. Цього достатньо для дисплеїв 1920х1080 при 240 Гц, 2560х1440 при 144 Гц, або 3840х2160 при 60 Гц.

#### Обмеження DP++

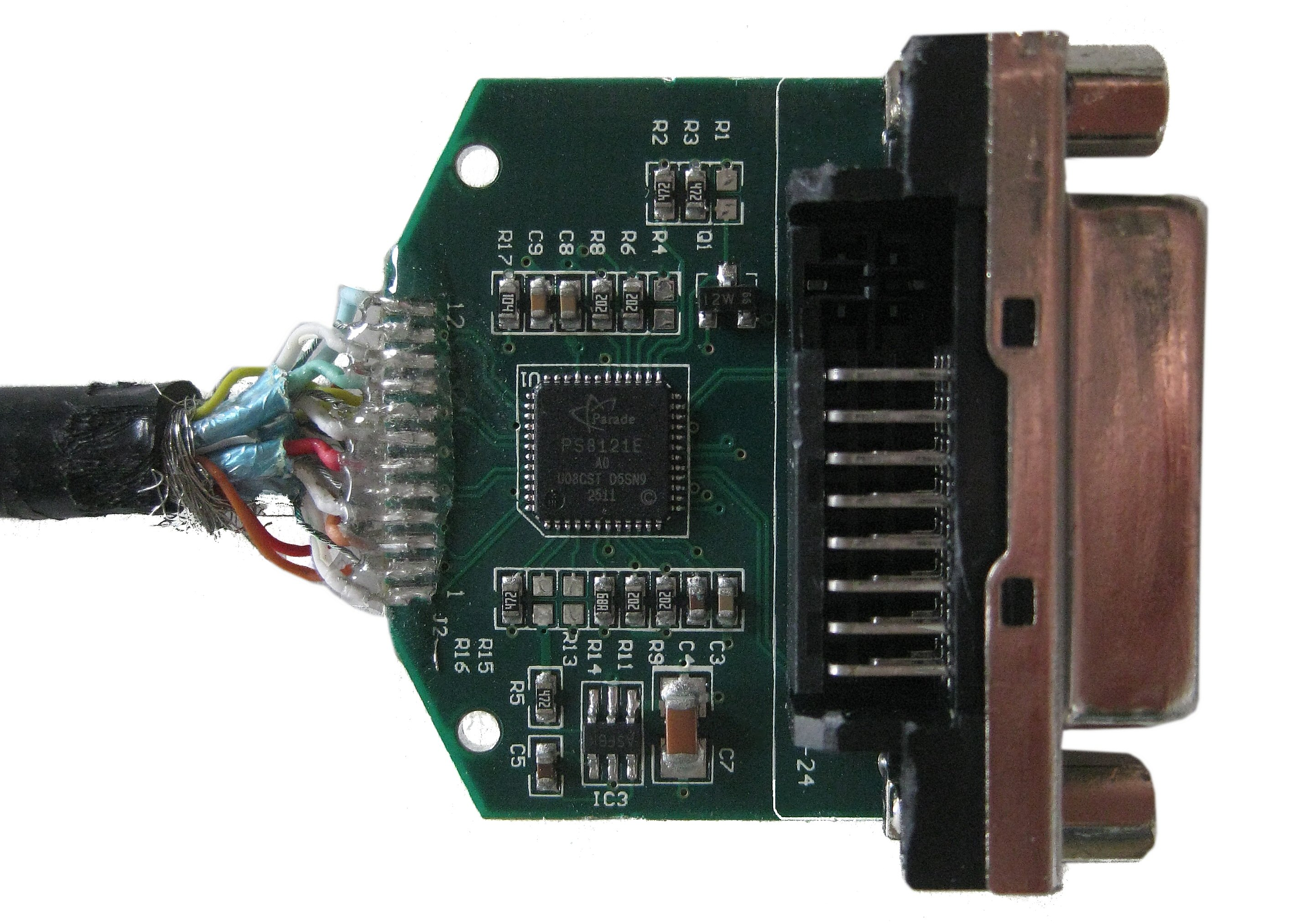
Адаптер DisplayPort/DVI без корпусу. Мікросхема на платі перетворює рівні напруги, що генеруються дворежимним DP, на сумісні з монітором DVI.

- Обмежена швидкість адаптера  –  Хоча цифрові сигнали, що передаються через DP, ідентичні рідному джерелу DVI/HDMI, сигнали передаються при вихідній напрузі DisplayPort (3,3 В), тоді як DVI та HDMI використовують 5 В сигнали. Як результат, адаптери подвійного режиму повинні містити схему зсуву рівня, яка змінює напругу. Наявність цієї схеми обмежує швидкість роботи адаптера, і тому для кожної більшої швидкості, що додається до стандарту, потрібні нові адаптери.
- Односпрямований  –  Хоча стандарт DP++ визначає метод виведення сигналів DVI/HDMI за допомогою простих пасивних адаптерів для «джерел» DisplayPort, немає відповідного стандарту, який би відображав можливість DisplayPort «отримувати» сигнали від DVI/HDMI через пасивні адаптери. Як результат, дисплеї DisplayPort можуть приймати лише нативні сигнали DisplayPort; будь-які сигнали від DVI або HDMI повинні бути перетворені у формат DisplayPort за допомогою активного пристрою перетворення. Джерела DVI та HDMI не можна підключити до дисплеїв DisplayPort за допомогою пасивних адаптерів.
- Тільки одна комунікація з DVI  –  Оскільки дворежимний DisplayPort використовує 20-контактний роз'єм, він може виробляти сигнал лише для одного DVI (що використовує 19 контактів). Сигнал Dual-link DVI використовує 25 контактів, і тому його неможливо передати своєчасно від роз'єму DisplayPort через пасивний адаптер. Сигнали Dual-link DVI можуть вироблятися лише шляхом перетворення з нативного вихідного сигналу DisplayPort за допомогою пристрою активного перетворення.
- Недоступно на USB Type-C  –  Специфікація DisplayPort Alternate Mode для передачі сигналів DisplayPort по кабелю USB-C не включає підтримку протоколу подвійного режиму. Як результат, пасивні адаптери DP-DVI та DP-HDMI не функціонують при ланцюговому з'єднанні з адаптером між USB Type-C та DP.

### Багатопотоковий транспорт (MST)
Багатопотоковий транспорт абож MST — це функція, вперше введена в DP 1.2. Вона дозволяє обслуговувати кілька незалежних дисплеїв з одного порту DP передавача шляхом мультиплексування декількох відеопотоків в єдиний потік, що спрямовується до MST хаба, який демультиплексує сигнал у вихідні потоки. MST хаб забезпечує кілька виходів, до яких можуть бути підключені дисплеї безпосередньо, але він також може бути вбудовним у вигляді 2-портового MST хаба всередині дисплея, щоб забезпечити вихідний порт DP для побудови ланцюжка дисплеїв.(Fig. 2-59) Теоретично може підтримуватися до 63 дисплеїв,(p20) але комбіновані вимоги до швидкості передачі даних для всіх дисплеїв не можуть перевищувати межі одного порту DP (17,28 Гбіт/с для DP 1.2, або 25,92 Гбіт/с для DP 1.3/1.4, або 77,37 Гбіт/с для DP 2.0). Крім того, максимальна кількість зв'язків між джерелом та будь-яким пристроєм (тобто максимальна довжина ланцюга дисплеїв) становить 7,(§2.5.2) і максимальна кількість портів фізичного виходу на кожному пристрої гілки (наприклад, MST хаб) — 7.(§2.5.1) З випуском MST, однопоточний транспорт отримав заднім числом назву «SST».
Дисплейний ланцюг — це особливість, яку повинен спеціально підтримувати кожен посередницький дисплей; не всі DP 1.2 пристрої підтримують його. Дисплейний ланцюжок вимагає спеціального порту DisplayPort output на дисплеї. Стандартні порти DisplayPort input, що зустрічаються на більшості дисплеїв, не можуть використовуватися як вихід для ланцюжка дисплеїв. Тільки останній дисплей у ланцюжку дисплеїв може не підтримувати цю функцію спеціально або мати вихідний порт DP. DP 1.1 дисплеї також можуть бути підключені до MST хабів, або бути частиною ланцюжка дисплеїв DisplayPort, якщо це останній дисплей у ланцюзі.(§2.5.1)
Програмне забезпечення хост-системи також повинно підтримувати MST для роботи хабів або ланцюжків дисплеїв. Хоча середовища Microsoft Windows мають повну підтримку для нього, операційні системи Apple в даний час не підтримують MST хабів або ланцюжків дисплеїв DisplayPort з macOS 10.15 («Каталіна»).
Підтримка MST кабельними адаптерами DP — DVI та DP — HDMI залежить від конкретного пристрою.
MST підтримується альтернативним режимом DisplayPort для USB Type-C, тому стандартні дисплейні ланцюги DisplayPort та MST хаби функціонують від джерел USB Type-C з простим адаптером між USB Type-C та DisplayPort.

### Відео високодинамічного діапазону (HDR)
Докладніше: High-dynamic-range video
Відео з розширеним динамічним діапазоном (HDR) — це технологія абсолютно нового покоління, що радикально покращує якість зображення.
З технічної точки зору термін «HDR» впевнено відносять до співвідношення між макс. і мін. яскравістю. Яскравість поверхні вимірюється в кд/м2 (кандел на метр квадратний). Для дисплеїв та телевізорів яскравість ще виражають в нітах (ніт = кд/м2). Сучасні LCD мають яскравість 250—350 ніт, кращі зразки досягли межі 4000 ніт. ST 2084, передбачає яскравість до 10 000 ніт. Макс. і мін. рівні яскравості мають не абияке значення. Так дисплеї з макс. рівнем яскравості менше 400 ніт, не мають ніяких шансів бути сертифікованими як HDR, по програмі DisplayHDR від VESA. Динамічний діапазон вимірюється в стопах. Стоп — це зміна, яке подвоює кількість світла. Динамічний діапазон людського ока становить близько 20 стоп (коефіцієнт контрастності 1 000 000 до 1). HDR-відео має динамічний діапазон не менше 13 стоп, що набагато вище, ніж у SDR-відео і відповідно дозволяє відтворювати набагато більше градацій сірого. На практиці це більше деталей в темряві і в найяскравіших областях зображення.
Термін «HDR відео» зазвичай розуміється як такий, що передбачає також високу роздільну здатність, та широку гамму кольорів (Wide Color Gamut — WCG). Rec. 2020 обумовлює роздільну здатність не менше 3840 х 2160 пікселів, Колірна гама (або колірний простір) пристрою являє всі кольори, які можуть відображати дисплей, телевізор або проектор.
Для промислового стандарту телебачення високої чіткості та SDR пристроїв використовується колірний простір Rec. 709. що охоплює принаймні 36 % діапазону колірної діаграми CIE 1931, яка представляє всі кольори, які може бачити людське око (видимий спектр). HDR відео використовує колірний простір DCI-P3 (42 % від CIE 1931) або Rec. 2020, який набагато ширше Rec. 709, і охоплює майже 76 % колірної діаграми CIE 1931.
Не всі HDR створені однаково.
Як це часто буває з новими розробками в області технологій, в даний час існує ряд різних стандартів для HDR-відео. Багато організацій працюють над стандартизацією і специфікаціями HDR-відео, серед них SMPTE, ATSC, DVB, ITU та ARIB. Двома основними форматами є HDR10 і Dolby Vision — пропрієтарний формат HDR-відео, розроблений Dolby Labs.
HDR10 — це фактично стандарт, який використовують усі пристрої HDR. Багато пристроїв підтримують більше одного протоколу, але більше 99 % пристроїв підтримують HDR10 — тому саме цей протокол забезпечує найбільш широку сумісність з іншими пристроями. Крім того, вже існує велика кількість контенту, що розрахований на HDR10.
HDR10 використовує гаму кольорів кінематографічного стандарту DCI-P3, тоді як Dolby Vision виключно Rec. 2020.
HDR10 використовує статичні метадані (ST 2086), тому рівні світла і кольору не змінюються від сцени до сцени.
Натомість, Dolby Vision використовує динамічні метадані (ST 2094-40) для налаштування рівнів яскравості від сцени до сцени і навіть від кадру до кадру. У цьому відношенні Dolby Vision можна назвати дійсно високодинамічним.
HDR10 і Dolby Vision підтримують EOTF (Electro-Optical Transfer Function) — функцію електро-оптичного перетворення, яка була розроблена Dolby. Спільнота інженерів кіно та телебачення (Society of Motion Picture and Television Engineers — SMPTE), стандартизувало EOTF під назвою ST 2084.
Крім того, для точного налаштування відео, метадані Dolby Vision враховують можливості обладнання, що використовується для відображення цього відео. Рівні освітлення та рівні кольорів налаштовуються на основі значень, визначених Dolby і виробником пристрою відображення. Це означає, що зображення оптимізується на основі конкретних можливостей пристрою, на якому воно відображається.
HDR10 надає перелік специфікацій яким повинні відповідати контент і дисплеї, проте, він не враховує індивідуальних можливостей конкретного екрану.
Dolby Vision є ліцензованим форматом, і сумісне обладнання повинно бути сертифіковано Dolby.
Натомість, HDR10 є відкритим стандартом, і будь-яка компанія може використовувати його без плати ліцензійного збору.
Існує ще два формати, це HDR10+ та Hybrid Log-Gamma (HLG).
HDR10+ самий молодий формат, Samsung розробив його як вдосконалений варіант HDR10, що включає динамічні метадані.
Специфікація передачі динамічних метаданих описана в стандарті SMPTE ST 2094-40.
Формат поєднує в собі кращі сторони HDR10 і Dolby Vision. Будучи відкритим, не вимагає відрахування за ліцензування кожної одиниці техніки, а потребує лише одноразового номінального платежу за ліцензування.
HDR10+ регулює рівні освітленості, для кожної сцени або кадру відео, але, як і HDR10, не враховує специфічні характеристики екрану.
Hybrid Log-Gamma був розроблений спільно BBC (Велика Британія) і NHK (Японія). Він має зворотну сумісність з SDR дисплеями. HLG не використовує метаданих. Замість цього він використовує комбінацію гамма-кривої для яскравості вмісту SDR та логарифмічної кривої для більш високих рівнів яскравості вмісту HDR. Технологія HLG може об'єднувати SDR і HDR в один потік, а потрібний сигнал буде використовуватися в залежності від приймача.

### Захист вмісту
DP 1.0 включає необов'язковий DPCP (DisplayPort Content Protection — захист вмісту DisplayPort) від Philips, який використовує 128-бітове шифрування AES. Він також має повну автентифікацію та встановлення ключа сеансу. Кожен сеанс шифрування є незалежним, і має незалежну систему скасування. Ця частина стандарту ліцензується окремо. Він також додає можливість перевірити близькість приймача та передавача — методика, призначена для того, щоб користувачі не обходили систему захисту вмісту для передачі даних віддаленим, несанкціонованим користувачам.(§6)
DP 1.1 додав необов'язкове впровадження стандартного 56-бітного HDCP 1.3, що вимагає окремого ліцензування від Digital Content Protection LLC.(§1.2.6)
DP 1.3 додав підтримку HDCP 2.2, яку також використовує HDMI 2.0.

## Супутні стандарти

### Mini DisplayPort
Mini DisplayPort (mDP) — це стандарт, анонсований компанією Apple в четвертому кварталі 2008 року. Незабаром після анонсу Mini DisplayPort, Apple оголосила, що вона буде ліцензувати технологію роз'єму безкоштовно. На початку 2009 року, VESA анонсувала, що Mini DisplayPort буде включено в специфікацію майбутнього DisplayPort 1.2. Вже 24 лютого 2011, Apple та Intel анонсували Thunderbolt, наступника Mini DisplayPort, в якому додано підтримку передачі даних через шину PCI Express, при збереженні зворотньої сумісності з периферійними пристроями на базі Mini DisplayPort.

### Micro DisplayPort
Micro DisplayPort призначений для систем, яким необхідні надзвичайно компактні роз'єми, таких як телефони, планшети та ультрабуки. Цей новий стандарт повинен бути значно меншим, ніж наявні в даний час роз'єми DisplayPort. Очікувалось, що стандарт буде випущено в другому кварталі 2014 року.

### DDM
Стандарт Direct Drive Monitor (DDM) 1.0 був затверджений в грудні 2008. Він дозволяє сигналу DisplayPort безпосередньо керувати дисплеєм для безконтролерних моніторів, хоча доступні розширення і глибина кольору обмежені двосмугововою операцією.

### Display Stream Compression
Display Stream Compression (DSC) використовує алгоритм компресії з низькими затримками, що виглядає як компресія без втрат, заснований на колірних просторах з передбаченнями DPCM та YCoCg-R. Він дозволяє збільшити розширення і глибину кольору, та знизити енергоспоживання.
DSC 1.1 випустили разом з eDP 1.4a.
DSC 1.2 випустили 27 січня 2016 року, він входить до складу DisplayPort 1.4.

### eDP
Стандарт Embedded DisplayPort (eDP) 1.0 був прийнятий в грудні 2008 року. Він спрямований на стандартизацію внутрішніх інтерфейсів з'єднань дисплеїв, наприклад відеокарт для дисплеїв в ноутбуках. Він має розширені функції енергозбереження, в тому числі плавне перемикання частоти оновлення дисплея. Версія 1.1 була затверджена в жовтні 2009 року з подальшим розвитком у версію 1.1a в листопаді 2009 року. Версія 1.2 була затверджена в травні 2010 року і включає в себе швидкість передачі даних DisplayPort 1.2, підтримку 120Гц моніторів, та новий протокол управління дисплеєм, що працює через AUX канал. Версія 1.3 була опублікована в лютому 2011 року. Вона включає в себе нову функцію Panel Self-Refresh (PSR), розроблену для економії енергоспоживання та продовження часу автономної роботи батареї в портативних комп'ютерах. Режим PSR дозволяє GPU переходити в стан енергозбереження між оновленням кадрів шляхом увімкнення фреймбуфер пам'яті в контролері дисплея. Версія 1.4 появилась в лютому 2013 року. В ній знизилась енергоспоживання в режимі PSR з оновленням часткових кадрів, є можливість керувати підсвічуванням, знизилась напругу на інтерфейсі, і додались лінії зв'язку. Допоміжний канал підтримує дані панелі мультитач для пристосовування різних форм-факторів. Версія 1.4a була опублікована в лютому 2015 року. Вона базується на DisplayPort 1.3 і підтримує швидкість передачі даних HBR3, Display Stream Compression 1.1, Segmented Panel Displays, часткові оновлення для Panel Self-Refresh. Версія 1.4b була опублікована в жовтні 2015 року. Це протокол вдосконалень і роз'яснень, призначений для забезпечення можливості виробництва eDP 1.4 до середини 2016 року.

### iDP
Internal DisplayPort (iDP) 1.0 був затверджений в квітні 2010 року. Стандарт iDP визначає внутрішній зв'язок між контролером системи на чипі цифрового ТБ, та контролером синхронізації дисплею. Він спрямований на заміну каналів FPD-Link, які зараз використовуються з підключенням DisplayPort. Особливістю iDP є унікальний фізичний інтерфейс і протоколи, які безпосередньо не сумісні з DisplayPort і не застосовуються для зовнішнього зв'язку, проте вони дають змогу використовувати дуже великі розширення та частоту оновлення екрану, забезпечуючи при цьому простоту і розширюваність. Особливості iDP включають незмінну частоту 2.7 ГГц і швидкість передачі даних на лінію, що номінально оцінюється в 3.24 Гбіт/с, в комплекті може бути до шістнадцяти ліній. iDP був розроблений з прицілом на простоту, тому він не має каналу AUX, захисту контенту або декількох потоків, проте він має послідовне чергування кадрів і лінійне чергування 3D-стерео.

### PDMI
Portable Digital Media Interface (PDMI) являє собою з'єднання між док-станцією/пристроями відображення інформації та портативними медіа плеєрами, який включає в себе 2-канальне з'єднання DisplayPort v1.1a. Він був ратифікований в лютому 2010 року, як ANSI/CEA-2017-A.

### wDP
Wireless DisplayPort (wDP) дозволяє використовувати пропускну здатність і набір функцій DisplayPort 1.2 для безкабельних пристроїв, що працюють в радіодіапазоні 60 ГГц. Він був анонсований в листопаді 2010, як спільні зусилля Wireless Gigabit Alliance та VESA.

### SlimPort

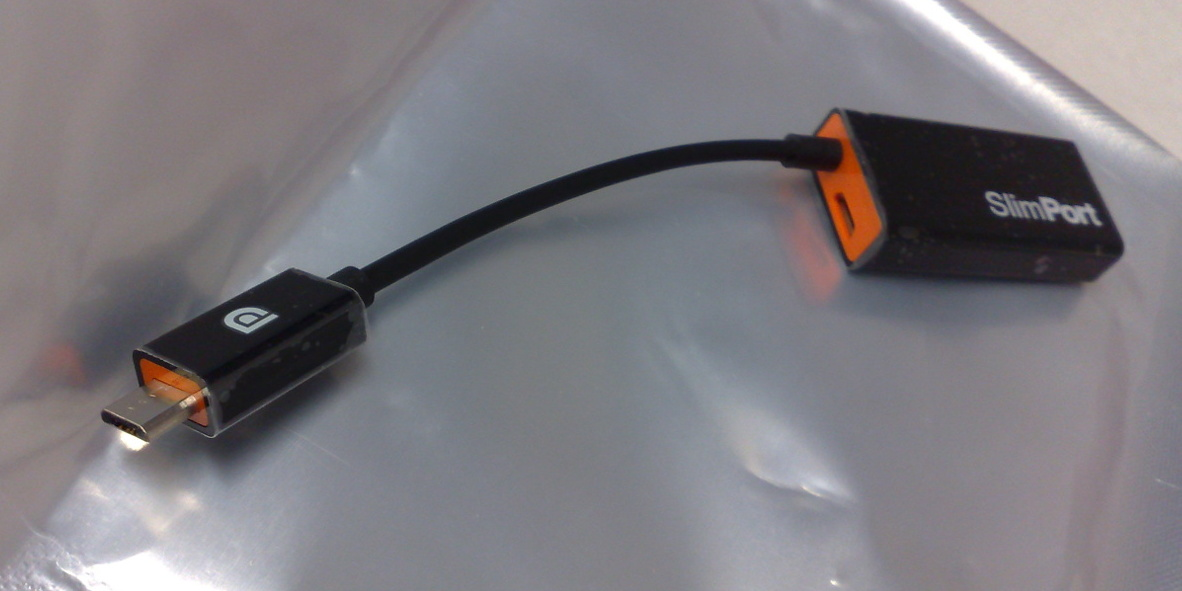
Адаптер SlimPort-to-HDMI, від компанії Analogix

SlimPort це бренд Analogix products, сумісний з Mobility DisplayPort (MyDP), який є стандартом індустрії для мобільного аудіо/відео інтерфейсу, що забезпечує зв'язок мобільних пристроїв з зовнішніми дисплеями та HD-телевізорами. SlimPort реалізовує передачу відео до 4K-UltraHD і до восьми каналів аудіо через роз'єм мікро-USB до зовнішнього конвертора, або пристрою відображення. Продукти SlimPort підтримують повну сумісність з DisplayPort, HDMI і VGA дисплеями. Стандарт MyDP був випущений в червні 2012 року, і першим продуктом, що використовував SlimPort, був смартфон компанії Google, Nexus 4.
SlimPort є альтернативою Mobile High-Definition Link (MHL).

### DisplayID
DisplayID розроблений для заміни стандарту E-EDID. Особливостями DisplayID є структури змінної довжини, що охоплюють всі існуючі розширення EDID, а також нові розширення для 3D-дисплеїв і вбудованих дисплеїв. Остання версія 1.3 (23 вересня 2013 року) має розширену підтримку плиткової топології, дозволяє краще ідентифікувати декілька відеопотоків. Станом на грудень 2013 року багато сучасних 4K дисплеїв використовують плиткову топологію, але не мають стандартного способу повідомити джерелу відеосигналу, яка плитки знаходиться зліва, а яка справа. Ці ранні 4K дисплеї, по виробничим причинам, як правило, використовують дві панелі, з розширенням 1920x2160, що ламіновані разом і в даний час, в цілому, розглядаються як з декілька моніторні установки.

### DockPort
DockPort, раніше відомий як Lightning Bolt (Блискавка), є розширенням DisplayPort для включення даних USB 3.0 в канал передачі, а також для живлення та зарядки портативних пристроїв від зовнішніх дисплеїв.

### USB-C
22 вересня 2014 року, VESA опублікувала «Стандарт Альтернативного Режиму DisplayPort через роз'єм USB-C». Це специфікація про те, як відправити DisplayPort сигнали через недавно випущений роз'єм USB-C. Один, два або всі чотири диференціальних канали, визначені для шини SuperSpeed можуть налаштовуватися динамічно, як канали DisplayPort. У перших двох випадках конектор може передавати повний сигнал USB 3.1; в останньому випадку, щонайменше, сигнал USB 2.0. Канал AUX також підтримується через пару «бічна смуга» (англ. sideband) по тому же роз'єму, крім того, в той же час можлива підтримка специфікації USB Power Delivery у відповідності з новою розширеною специфікацією USB-PD 2.0.

## Переваги у порівнянні із DVI
1. Базований на мікропакетному протоколі:
  - Стандарт може бути легко розширений;
  - Дозволяє існування декількох відео-потоків із використанням єдиного фізичного з'єднання;
2. Створений, у тому числі, для забезпечення внутрішнього з'єднання чипу до чипу (англ. chip-to-chip);
  - Націлений на заміну внутрішніх LVDS зв'язків в дісплейних панелях ноутбуків;
3. Dual-mode DisplayPort має обернену сумісність із одно-канальним DVI/HDMI; дво-канальний DVI/HDMI та аналоговий VGA інтерфейси потребують активного адаптера конвертування;
4. Підтримує кольорові моделі RGB та YCbCr[en] (формати ITU-R BT.601 та BT.709);
5. Допоміжний канал може використовуватись для передачі даних тач-панелей (чутливих до дотику панелей, англ. touch panels), USB з'єднання, камери, мікрофона і так далі;
6. Менш чутливий до електромагнітних завад.

### Порівняння з HDMI
Хоча DisplayPort має більшу частину того функціоналу, що і HDMI, ці з'єднання використовуються при різних сценаріях. DisplayPort може видавати HDMI сигнал, шляхом використання пасивного адаптера, підключеного до порту, що призначений для дворежимного DisplayPort.
DisplayPort вимагає виплати роялті по 20 центів за пристрій, в той час як HDMI вимагає щорічного внеску 10 000 доларів з кожного великого виробництва (понад 10 000 пристроїв за рік), та від 4 до 15 центів роялті за пристрій. DisplayPort 1.2 має більшу пропускну здатність в 21.6 Гбіт/с (17.28 Гбіт/с якщо забрати накладні витрати кодування) на відміну від HDMI 2.0 18 Гбіт/с (14.4 Гбіт/с), а DisplayPort 1.3 підняв це значення до 32.4 Гбіт/с (25.92 Гбіт/с). Він також має можливість спільного використання пропускної смуги декількома потоками відео та аудіо для окремих пристроїв.
В стандартному режимі DisplayPort не вистачає деяких функцій HDMI, таких як команди управління побутовою технікою (Consumer Electronics Control), що дозволяють керувати різними пристроями за допомогою одного пульта дистанційного керування. VESA стверджує, що CEC можуть бути передані по AUX каналу, якщо потрібно. HDMI використовує унікальну блокову структуру, специфічну для кожного виробника, що дозволяє використовувати такі функції, як додаткові колірні простори. Проте, ці функції можуть бути встановлені розширеннями CEA EDID.

## Підтримка DisplayPort
Нижче наведено список компаній, які підтримують стандарт DisplayPort:
| - AMD - Apple - Analogix - BenQ - Broadcom Corporation - Dell - Foxconn Electronics - Genesis Microchip - Gigabyte Technology - Hewlett-Packard - Hosiden Corporation - Integrated Device Technology - Intel - Lenovo - LG Display - Luxtera | - Molex - NEC - NVIDIA - NXP Semiconductors - Philips - Parade Technologies - Realtek - Samsung - Quantum Data - Texas Instruments - Tyco Electronics - ViewSonic |